# Čínská národní vesmírná agentura
Čínská národní vesmírná agentura (čínsky pchin-jinem Zhōngguó guójiā hángtiān jú, znaky zjednodušené 中国国家航天局, český přepis: Čung-kuo kuo-ťia chang-tchien ťü, známá pod zkratkou CNSA z anglického China National Space Administration) je civilní organizace Čínské lidové republiky, která je zodpovědná za postup v čínském vesmírném programu.

## Historie
Tato organizace vznikla v roce 1993 rozdělením čínského ministerstva pro letecký a vesmírný průmysl na dvě části:
- CNSA
- Čínská společnost pro letectví a vesmír (China Aerospace Corporation-CASC). V rámci masové restrukturalizace byla v roce 1998 CASC rozdělena na několik státních organizací.

CNSA vznikla na základě předchozího kosmického (a hlavně raketového) programu, který byl zahájen na konci 60. let snahou Číny o vlastní raketový nosič jaderných hlavic.
První družice Dong Fang Hong 1 byla vyslána do vesmíru v roce 1970. Vážila 173 kg a na palubě měla radiový vysílač který vysílal budovatelskou píseň Východ je rudý.
V dalších letech Čína vyslala několik telekomunikačních satelitů, meteorologických družic a samozřejmě i špionážní satelity.
Největšího úspěchu dosáhla Čína v roce 2003, kdy došlo k vypuštění kosmické lodi Šen-čou (nebeská loď) s lidskou posádkou. K vypuštění lodi byla použita raketa Čchang-čeng CZ-2F. V září 2011 se Číně podařilo vyslat na oběžnou dráhu vlastní kosmickou stanici Tchien-kung 1 jako odrazový můstek pro další cesty na Měsíc a Mars.
15. září 2016 vynesla nosná raketa Dlouhý pochod 2F na oběžnou dráhu vesmírnou stanici Tchien-kung 2 a 18. října 2016 se k ní připojila kosmická loď Šen-čou 11 se dvěma kosmonauty.
Současný předseda CNSA je Čang Kche-ťien.

## Budoucnost
CNSA od roku 2020 buduje na oběžnou dráze modulární Vesmírnou stanici Tchien-kung. Vedle lodí Šen-čou, dopravujících ke stanici kosmonauty, CNSA pro projekt vyvinula automatické nákladní lodi Tchien-čou.